# جهاد الباعور
جهاد الباعور (عربی: جهاد الباعور؛ زادهٔ ۲۷ ژوئن ۱۹۸۷) یک بازیکن فوتبال اهل سوریه است.
از باشگاه‌هایی که در آن بازی کرده‌است می‌توان به باشگاه فوتبال الوحده عربستان سعودی، الجیش سوریه، باشگاه الفیصلی (امان)، و تیم ملی فوتبال سوریه اشاره کرد.
وی همچنین در تیم ملی فوتبال سوریه بازی کرده است.